# 10.ª circunscripción senatorial de Chile
La 10.ª circunscripción senatorial de Chile es una de las dieciséis entidades electorales de este tipo que conforman la República de Chile. Su territorio comprende la totalidad de las comunas de la Región del Biobío, ubicada geográficamente en la zona central de Chile por la provincia de Concepción, y la zona sur de Chile por la provincia de Arauco, mientras que la provincia de Biobío comprende ambas zonas geográficas. Fue creada en 2015 por medio de la ley 20.840, a partir de las hasta entonces 12.ª circunscripción senatorial y 13.ª circunscripción senatorial. Con una población que, según el censo de 2017, alcanza los 1.556.805 habitantes, elige tres de los cincuenta senadores que integran el Senado de Chile.

## Representación
Desde las últimas elecciones parlamentarias de Chile en 2021, la circunscripción senatorial 10 de Chile es representado por los siguientes senadores para el periodo 2022-2030:
| Periodo | Senador | Senador                                   | Senador            | Senador | Senador                                    | Senador            | Senador | Senador                                             | Senador                       | Mandato                                       |
| Periodo | Nombre  | Nombre                                    | Partido            | Nombre  | Nombre                                     | Partido            | Nombre  | Nombre                                              | Partido                       | Mandato                                       |
| ------- | ------- | ----------------------------------------- | ------------------ | ------- | ------------------------------------------ | ------------------ | ------- | --------------------------------------------------- | ----------------------------- | --------------------------------------------- |
| LVI     |         | Sebastián Keitel Bianchi (Santiago, 1973) | Evolución Política |         | Gastón Saavedra Chandía (Talcahuano, 1955) | Partido Socialista |         | Enrique van Rysselberghe Herrera (Concepción, 1976) | Unión Demócrata Independiente | 11 de marzo de 2022 - Actualmente en el cargo |

## Historia electoral

### Elecciones parlamentarias de 2021
| Pacto                               | Pacto                        | Candidato/a                  | Candidato/a                 | Partido                     | Votos                       | %       | Resultado |        |
| ----------------------------------- | ---------------------------- | ---------------------------- | --------------------------- | --------------------------- | --------------------------- | ------- | --------- | ------ |
|                                     | AA. Chile Vamos              |                              | Sebastián Keitel Bianchi    | Evópoli                     | 64 319                      | 11.71   | Senador   |        |
|                                     | AA. Chile Vamos              | Katherine Echaiz Thiele      | Evópoli                     | 17 146                      | 3.12                        |         |           |        |
|                                     | AA. Chile Vamos              | Enrique van Rysselberghe     | UDI                         | 35 573                      | 6.48                        | Senador |           |        |
|                                     | AA. Chile Vamos              | Iván Norambuena Farías       | UDI                         | 34 792                      | 6.34                        |         |           |        |
|                                     | AB. Partido de la Gente      |                              | Darwin Acuña Becerra        | PDG                         | 17 479                      | 3.18    |           |        |
|                                     | AB. Partido de la Gente      | María Ojeda Sanhueza         | PDG                         | 24 741                      | 4.51                        |         |           |        |
|                                     | AB. Partido de la Gente      | Sandra Neira Espinoza        | PDG                         | 14 333                      | 2.61                        |         |           |        |
|                                     | AB. Partido de la Gente      | Roberto Guzmán Avendaño      | PDG                         | 13 337                      | 2.43                        |         |           |        |
|                                     | AH. Nuevo Pacto Social       |                              | José Pérez Arriagada        | PR                          | 29 790                      | 5.43    |           |        |
|                                     | AH. Nuevo Pacto Social       | José Miguel Ortiz Novoa      | PDC                         | 28 087                      | 5.12                        |         |           |        |
|                                     | AH. Nuevo Pacto Social       | Gastón Saavedra Chandía      | PS                          | 59 271                      | 10.79                       | Senador |           |        |
|                                     | AL. Partido Ecologista Verde |                              | Pablo Riveros Quiroz        | PEV                         | 40 379                      | 7.35    |           |        |
|                                     | AM. Unión Patriótica         |                              | Zaida Falces Salazar        | UPA                         | 6 291                       | 1.15    |           |        |
|                                     | AN. Dignidad Ahora           |                              | Esteban Arevalo Díaz        | Ind-PI                      | 10 592                      | 1.93    |           |        |
|                                     | AP. Frente Social Cristiano  |                              | Antaris Varela Compagnon    | PCC                         | 39 167                      | 7.13    |           |        |
|                                     | AP. Frente Social Cristiano  | Tamara González Celis        | PCC                         | 13 417                      | 2.44                        |         |           |        |
|                                     | AP. Frente Social Cristiano  | Abraham Larrondo Vega        | Ind-PCC                     | 6 078                       | 1.11                        |         |           |        |
|                                     | AP. Frente Social Cristiano  | Roberto Francesconi Riquelme | Ind-PCC                     | 6 591                       | 1.20                        |         |           |        |
|                                     | AR. Apruebo Dignidad         |                              | Daniela Dresdner Vicencio   | RD                          | 37 557                      | 6.84    |           |        |
|                                     | AR. Apruebo Dignidad         | Fabio Bogdanic Molina        | CS                          | 10 103                      | 1.84                        |         |           |        |
|                                     | AR. Apruebo Dignidad         | Oscar Menares Hernández      | Ind-PCCh                    | 15 766                      | 2.87                        |         |           |        |
|                                     | AR. Apruebo Dignidad         | Francisco Cordova Echeverría | Ind-FREVS                   | 7 887                       | 1.44                        |         |           |        |
|                                     | AW. Independientes Unidos    |                              | Ruth San Cristóbal Silva    | CU                          | 16 397                      | 2.99    |           |        |
| Votos válidamente emitidos          | Votos válidamente emitidos   | Votos válidamente emitidos   | Votos válidamente emitidos  | Votos válidamente emitidos  | Votos válidamente emitidos  | 549 093 | 88.54     | 88.54  |
| Votos nulos                         | Votos nulos                  | Votos nulos                  | Votos nulos                 | Votos nulos                 | Votos nulos                 | 31 720  | 5.11      | 5.11   |
| Votos en blanco                     | Votos en blanco              | Votos en blanco              | Votos en blanco             | Votos en blanco             | Votos en blanco             | 39 332  | 6.34      | 6.34   |
| Total de sufragios emitidos         | Total de sufragios emitidos  | Total de sufragios emitidos  | Total de sufragios emitidos | Total de sufragios emitidos | Total de sufragios emitidos | 620 145 | 100.00    | 100.00 |
| Fuente: Servicio Electoral de Chile |                              |                              |                             |                             |                             |         |           |        |